# Wuling Bingo SUV
Wuling Bingo SUV – elektryczny samochód osobowy typu crossover klasy subkompaktowej produkowany pod chińską marką Wuling od 2024 roku.

## Historia i opis modelu

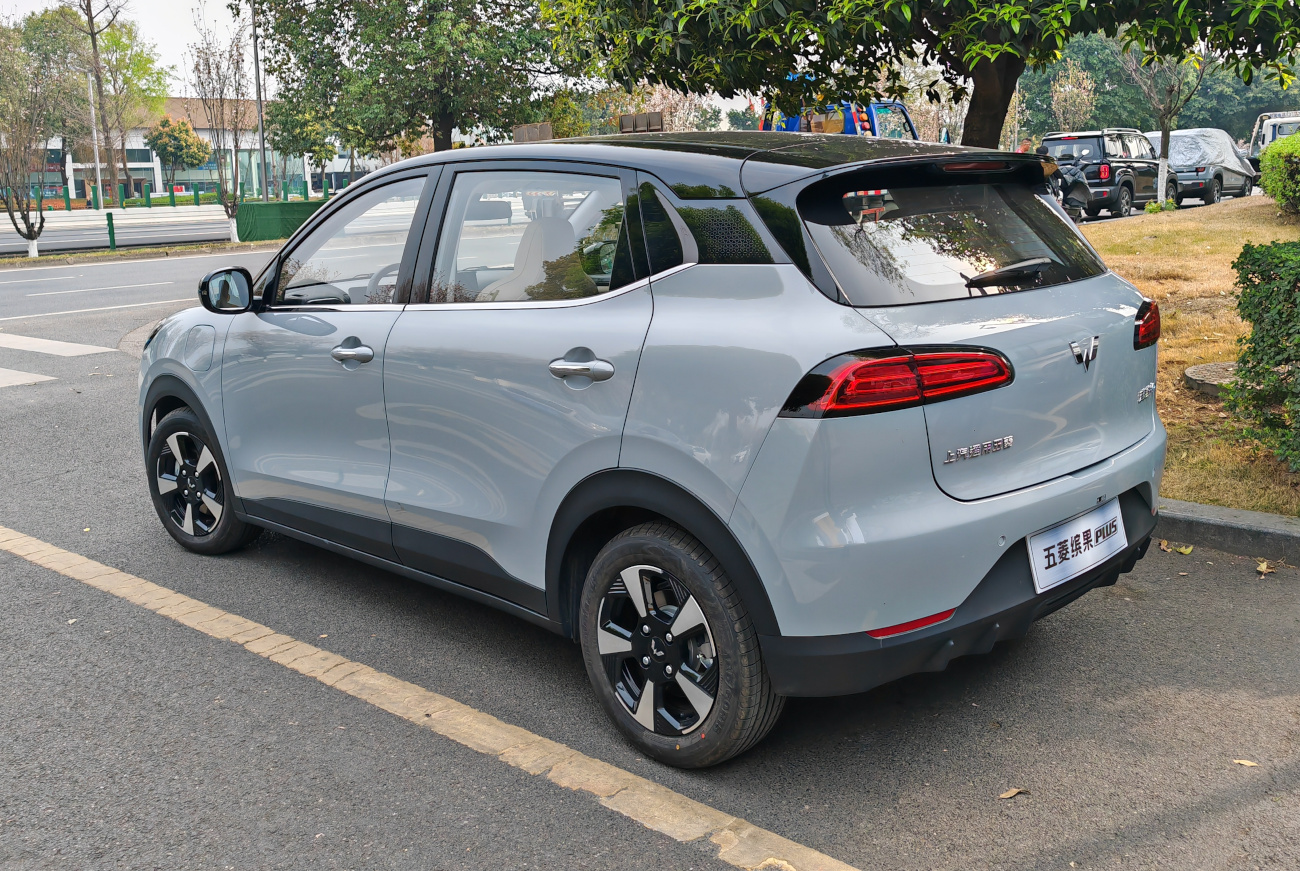
Wuling Bingo SUV - tył

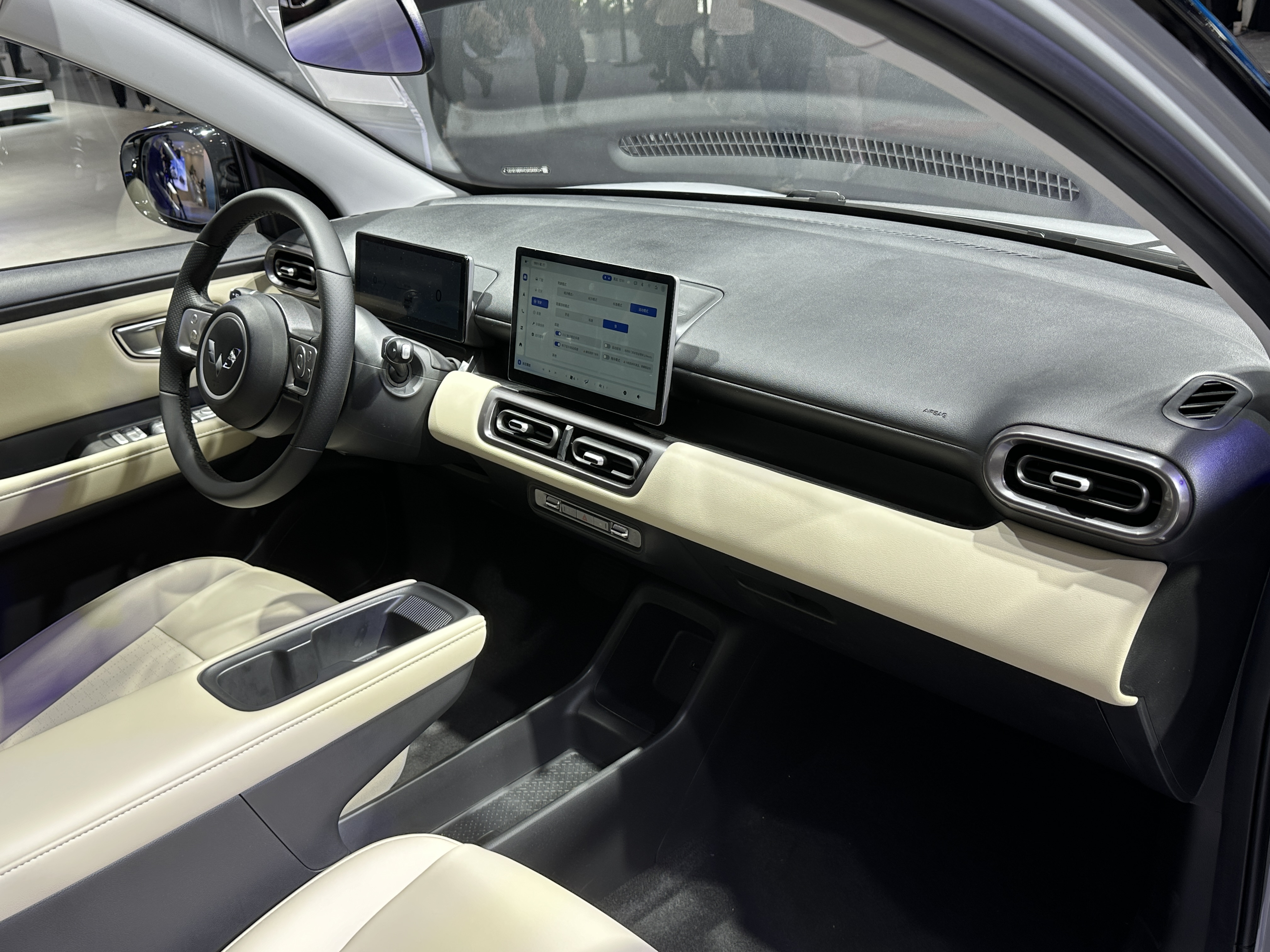
Wuling Bingo SUV - kokpit

W styczniu 2024 Wuling przedstawił nowy subkompaktowy model o pierwotnej nazwie Wuling Bingo Plus. Utworzył on zarazem większą i szybszą alternatywę dla podstawowego Bingo, obszernie nawiązując do niego wizualnie. Tuż przed uruchomieniem sprzedaży, samochód zmienił nazwę na Wuling Bingo SUV.
Pas przedni przyozdobiy strzeliste reflektory, szpiczasty przód, a także niewielkie wloty powietrza znajdujące się w wolnej części zderzaka. Obszernie przeszklone nadwozie zyskało opcjonalne dwubarwne malowanie, a tylne lampy zyskały wąski, szeroki kształt. Całe oświetlenie wykonano w technologii full LED.
Kabina pasażerska utrzymana została w prostym, minimalistycznym wzornctwie łączącym kontrastowe, czarno-białe akcenty. Na końcu wysoko poprowadzonego tunelu umieszczono uchwyty na napoje, z kolei przed kierowcą znalazł się ekran cyfrowych wskaźników. Na szczycie deski rozdzielczej znalazł się kolejny ekran dotykowy pełniący funkcję systemu multimedialnego.

### Sprzedaż
Bingo SUV został zbudowany głównie z myślą o sprzedaży na wewnętrznym rynku chińskim, debiutując tam w pierwszym kwartale 2024 roku, za główny z atutów zgodnie ze strategią Wulinga obierając relatywnie niską cenę zakupu.

### Dane techniczne
Wuling Bingo SUV został samochodem w pełni elektrycznym, do którego napędu wykorzystano 101-konny silnik o maksymalnym momencie obrotowym 180 Nm. Bateria o pojemności 50,6 kWh oferuje ok. 400 kilometrów zasięgu w cyklu mieszanym według chińskiej normy pomiarowej CLTC.